# 켈렐라
켈렐라(Kelela, 1983년 6월 4일 ~ )는 미국의 싱어송라이터이다.

## 음반 목록
- Take Me Apart (2017)